# Château de Murol en Saint Amant
Ne doit pas être confondu avec Château de Murol.
Le château de Murol en Saint Amant  est un château fort situé dans le département du Puy-de-Dôme, à 15 kilomètres de Clermont-Ferrand, en contrebas du village de Saint-Amant-Tallende. Appelé souvent château de La Tour Fondue, il ne doit pas être confondu avec l'ancien château de Saint-Amant, situé plus haut, qui date du XVe siècle et a hébergé la Reine Margot.

## Histoire
Le nom de la forteresse de Murol en Saint Amant apparait dans les archives au cours du XIIIe siècle.
La maison forte de Murol entre dans la famille de Murol en 1347 avec le mariage de Randonne de Panhac et d’Amblard de Murol.
En 1629, la maison forte est achetée par Annet Bouchard qui la restaure et l’embellit.
Son arrière arrière-petite-fille, Gabrielle Bouchard, dame de Murol, épouse en 1735 son voisin, Claude de Cousin, seigneur de La Tour Fondue : le château passe alors dans les mains des Cousin de La Tour Fondue.
Sous la conduite d’un élève de Viollet Le Duc, l’architecte Louis-Clémentin Bruyère, Anatole de la Tour Fondue, arrière-petit-fils de Claude de Cousin, opère à partir de 1875 une transformation radicale de la « maison forte » de Murol en château de style néo-médiéval. Ruiné par ses travaux, Anatole de la Tour Fondue s’exile au Canada en 1908, où il meurt.
En 1921, ses filles cèdent le château « en état d’abandon » à leurs cousins René et Edmond Giscard, descendants des comtes de La Tour Fondue. La famille Giscard d’Estaing en est toujours propriétaire.

## Architecture
Le château se dresse au-dessus de la Monne, au sud du village.
La maison forte de Murol au XIIIe siècle est composée de trois corps de bâtiments entourant une cour intérieure: au Nord, l’ancienne église fortifiée romane ferme la cour, à l’Est, un corps de logis flanqué aux angles extérieurs de tours couvertes en poivrières, au Sud, un corps de logis à échauguette.  En 1450, la façade Sud est percée de quatre fenêtres visibles sur le dessin de Guillaume Revel et s’appuie sur un contrefort, la façade Est est percée de deux. Il est probable que l’entrée du château se faisait par la façade Nord, à côté de l’église, en franchissant un fossé (cf. les arcades représentées par Revel).
La profonde restauration du XIXe s’est traduite par la construction d’un toit pointu qui ferme le chemin de ronde, la surélévation d’un étage, l’ajout de tourelles et échauguettes, l’élargissement du corps de logis Est par une galerie de pierre sur trois niveaux qui ouvre sur la cour intérieure, le percement de plusieurs fenêtres sur les corps de logis Est et Sud, l’ouverture du château à l’Est (portail sur la cour d’entrée, porte en chêne, pont de pierre bordé de bancs, sur de petites douves) et une décoration abondante de gargouilles, chapiteaux, sculptures sur les façades du château.
Dans la cour intérieure, la passerelle supérieure qui liait l’église à la maison forte a été bordée d’un double mur, à ouvertures en ogives, ornée de blasons et de têtes de lion et soutenue par une arche de pierre crénelée. Les voûtes sous les corps de logis Sud et Est ont été restaurées et prolongées. La chapelle du château d’époque romane, dont il ne subsiste que le chœur, tenait lieu d’église paroissiale jusqu’au XIXe siècle. Un large fossé a été creusé autour pour la dégager.  Une fausse grotte y a été aménagée dans le goût romantique de la fin du XIXe siècle.
Lors de travaux décidés pour mettre au propre mur et sols de la chapelle ainsi que les appartements du chapelain des traces de fresques ont été découvertes. Les travaux de restauration des peintures se sont déroulés de mars 1989 à décembre 1990 et ont été réalisés par Yves Morvan sous la conduite d’Antoine Armynot du Châtelet, architecte des bâtiments de France. 5 couches de décor du XVIIIe siècle, XVe siècle, XIVe siècle et XIIe siècles sont visibles.
Le château de Murol est inscrit à l’inventaire supplémentaire des monuments historiques en 1999 pour la chapelle romane (fresques), plusieurs pièces - galerie des chevaliers (vitraux), salle à manger (chapiteaux), grand salon (voûtes reposant sur culot de pierres sculptées, chimères, têtes humaines), bibliothèque décorée d’un papier peint panoramique retraçant l’histoire de «Roland furieux» (Arioste), chambre gothique (sculptures des vertus cardinales), chambre style troubadour (sculptures d’animaux chimériques) - et pour l’enceinte extérieure (jardins en terrasse reliés au château par une passerelle).

## Galerie de photos

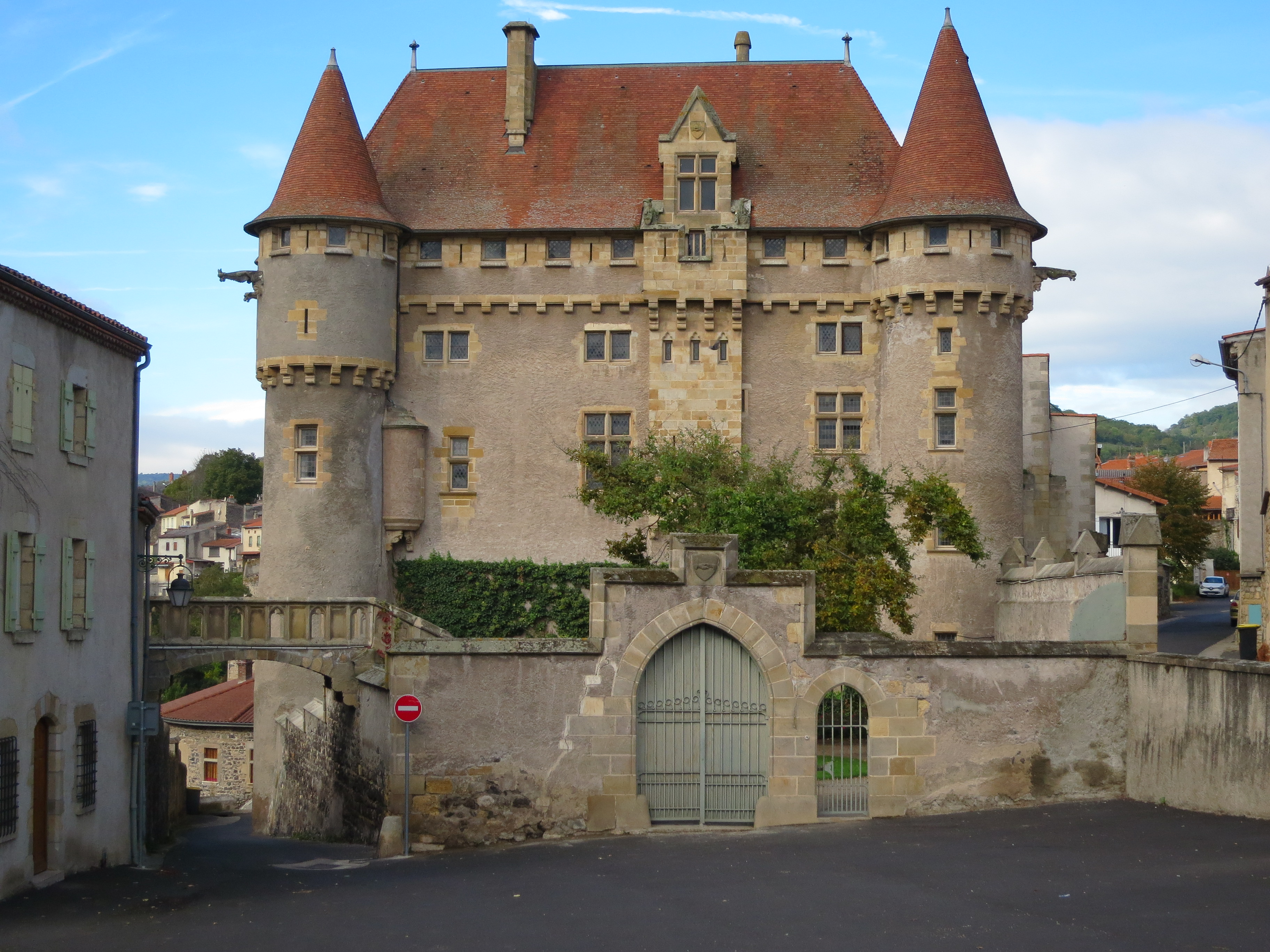
Château de face
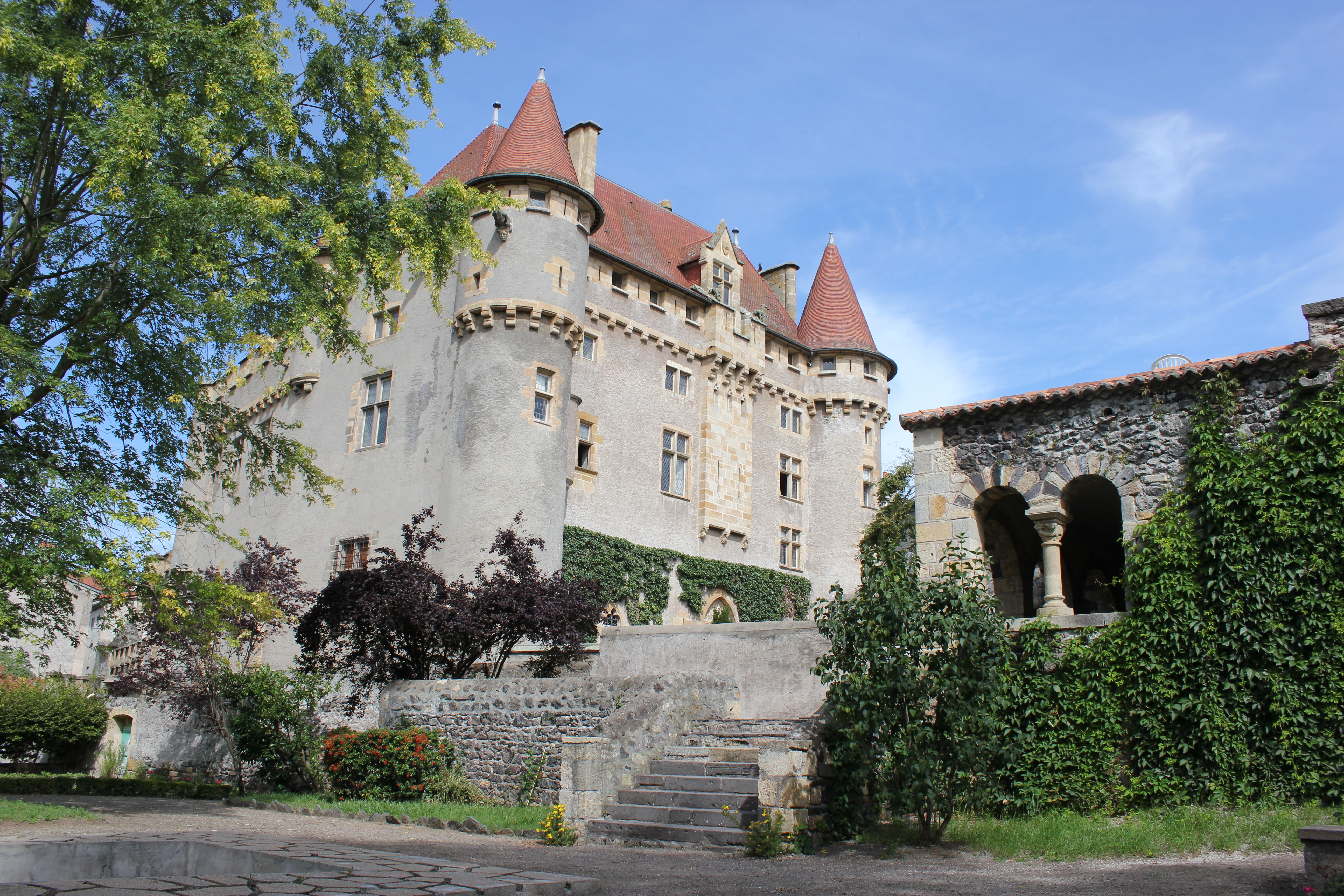
Vue du jardin du bas
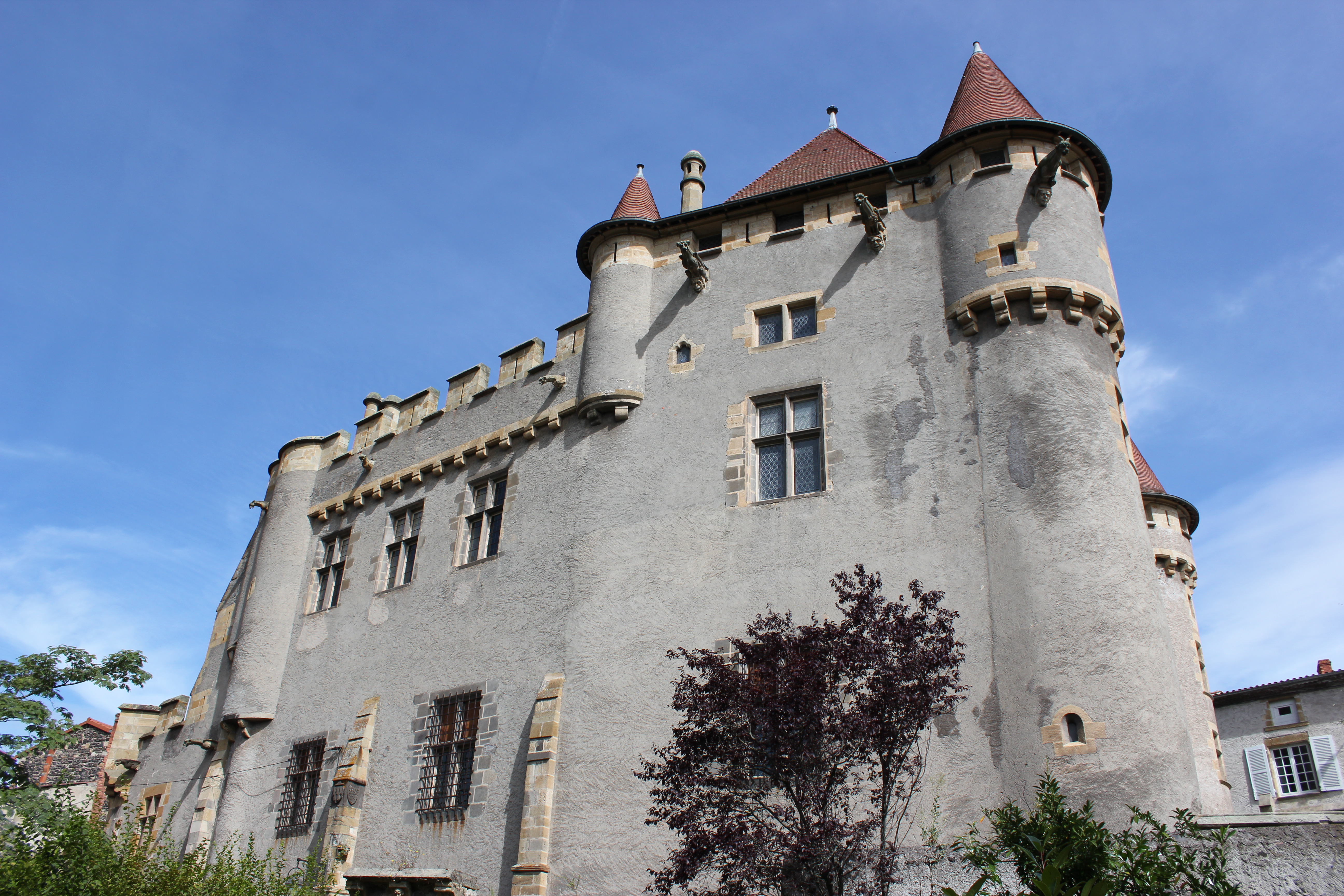
Façade sud
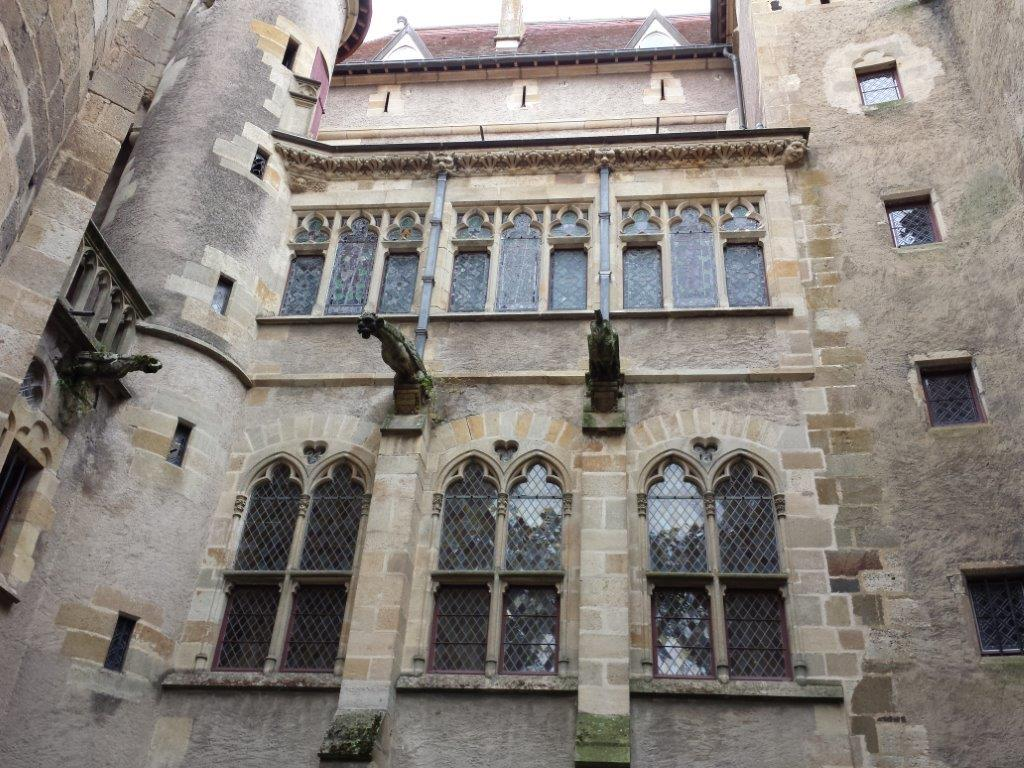
Cour intérieure
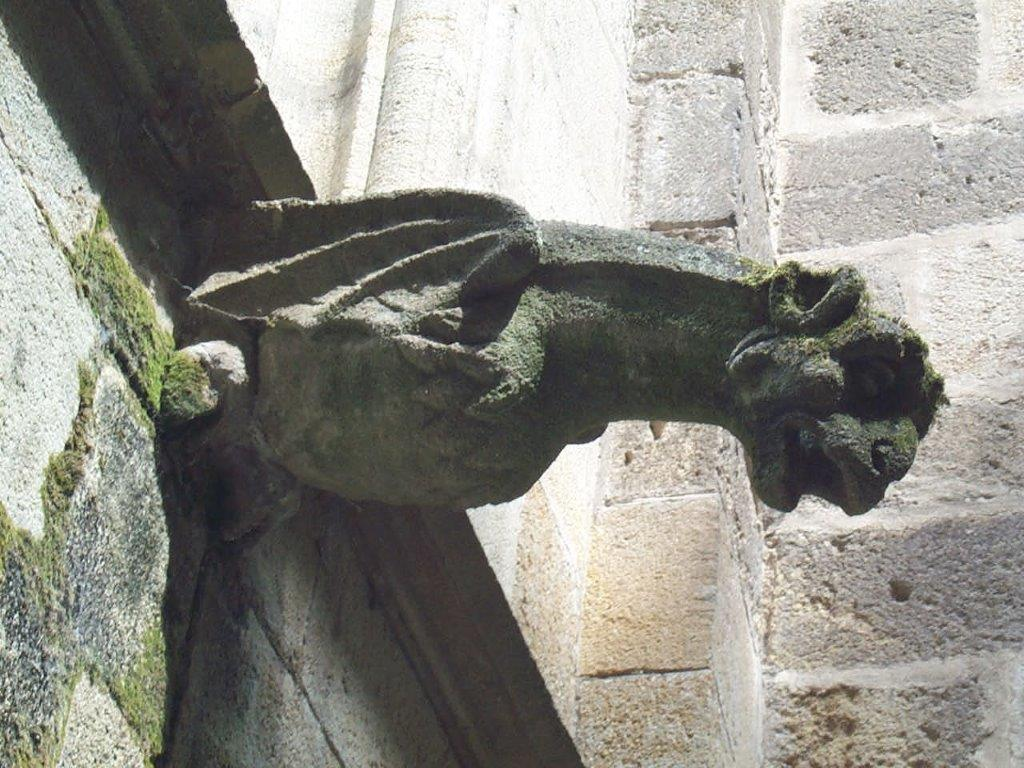
Gargouille sous les voûtes
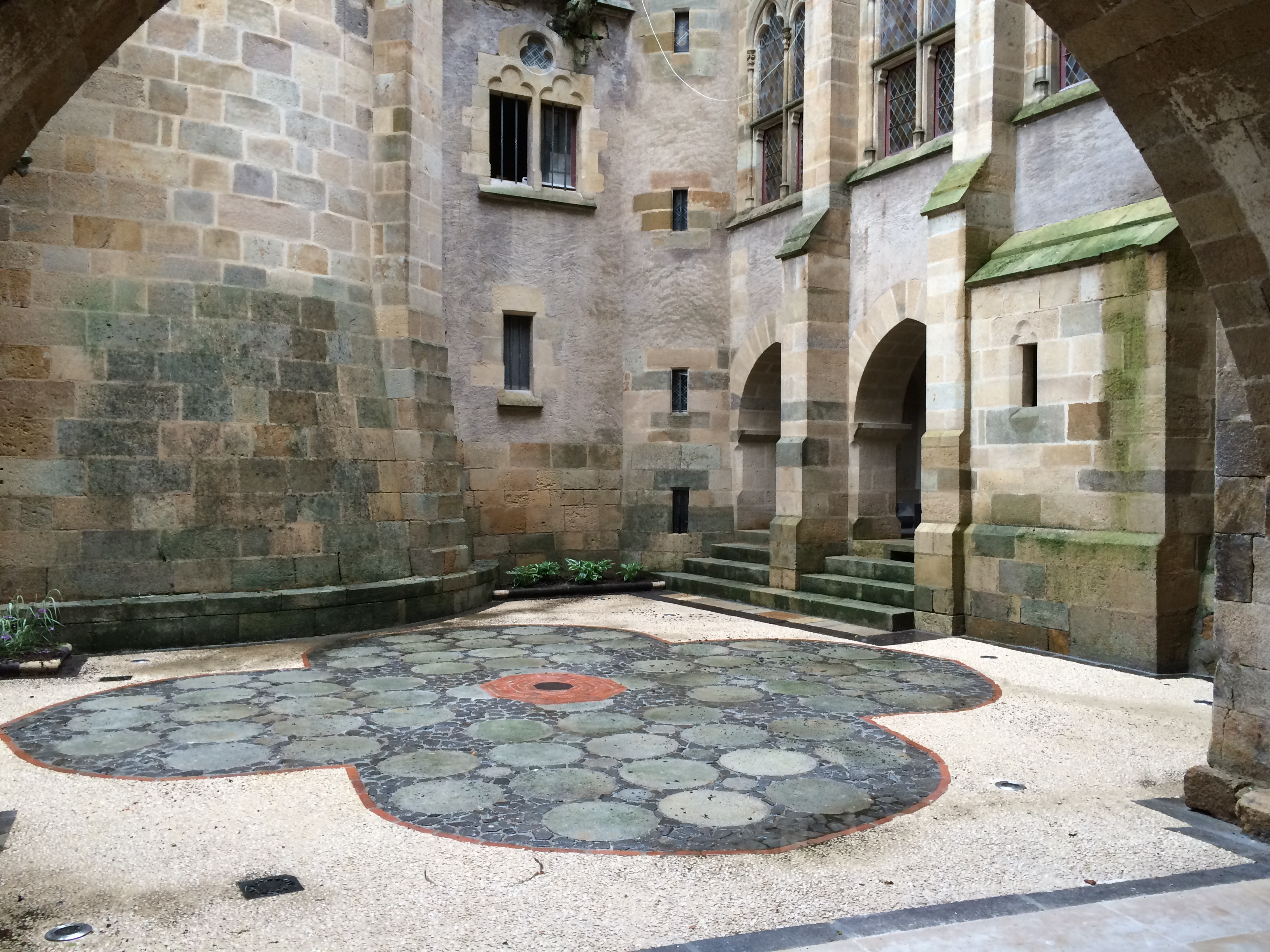
Cour intérieure avec la rosace
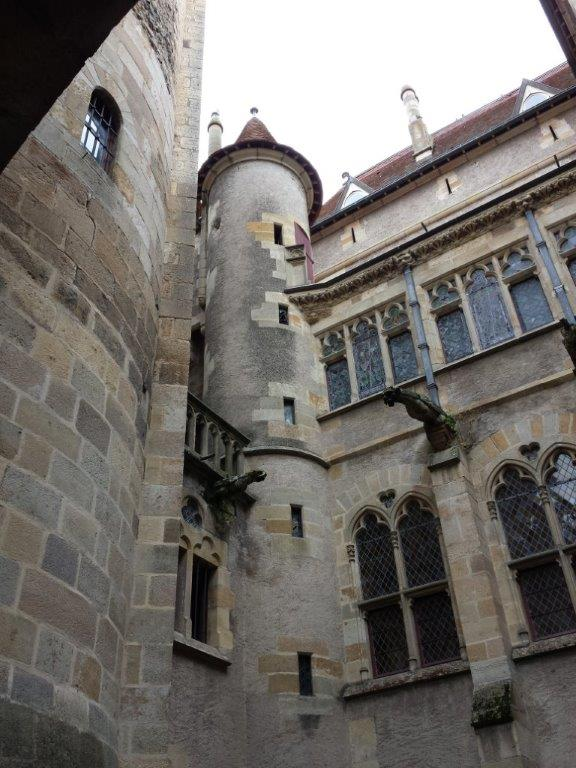
Cour intérieure depuis les voûtes
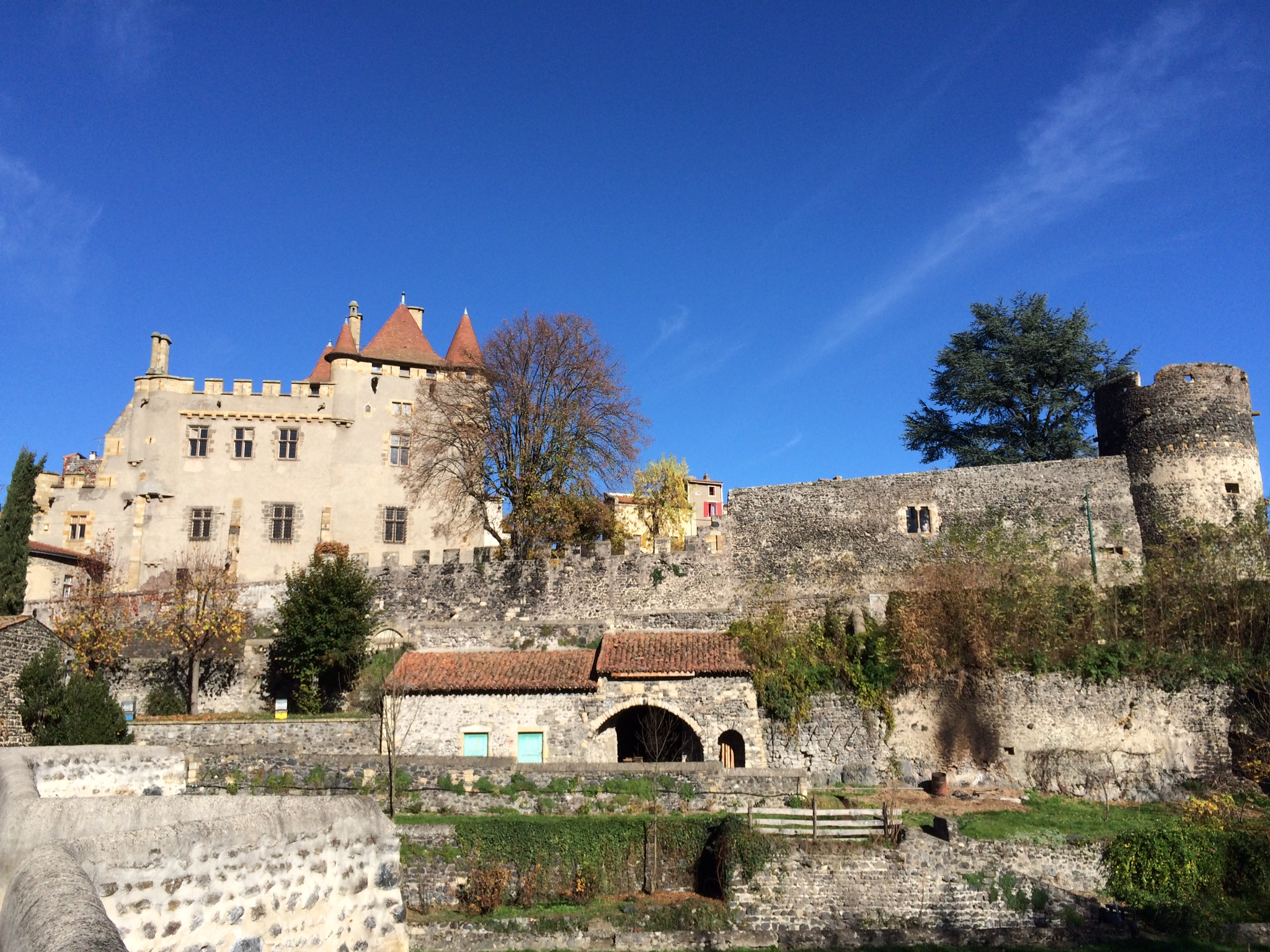
Vue depuis le pont de la Monne